# کریستوفر لاوفورد
کریستوفر لاوفورد (انگلیسی: Christopher Lawford؛ زادهٔ ۲۹ مارس ۱۹۵۵) یک هنرپیشه، و بازیگر سینما اهل ایالات متحده آمریکا است.
از فیلم‌ها یا برنامه‌های تلویزیونی که وی در آن نقش داشته‌است می‌توان به سریعترین ایندین جهان، نابودگر ۳: خیزش ماشین‌ها، سیزده روزسیزده روز، جریان پس‌رو، فرار و جک خرس اشاره کرد.